# Lisi Ogon

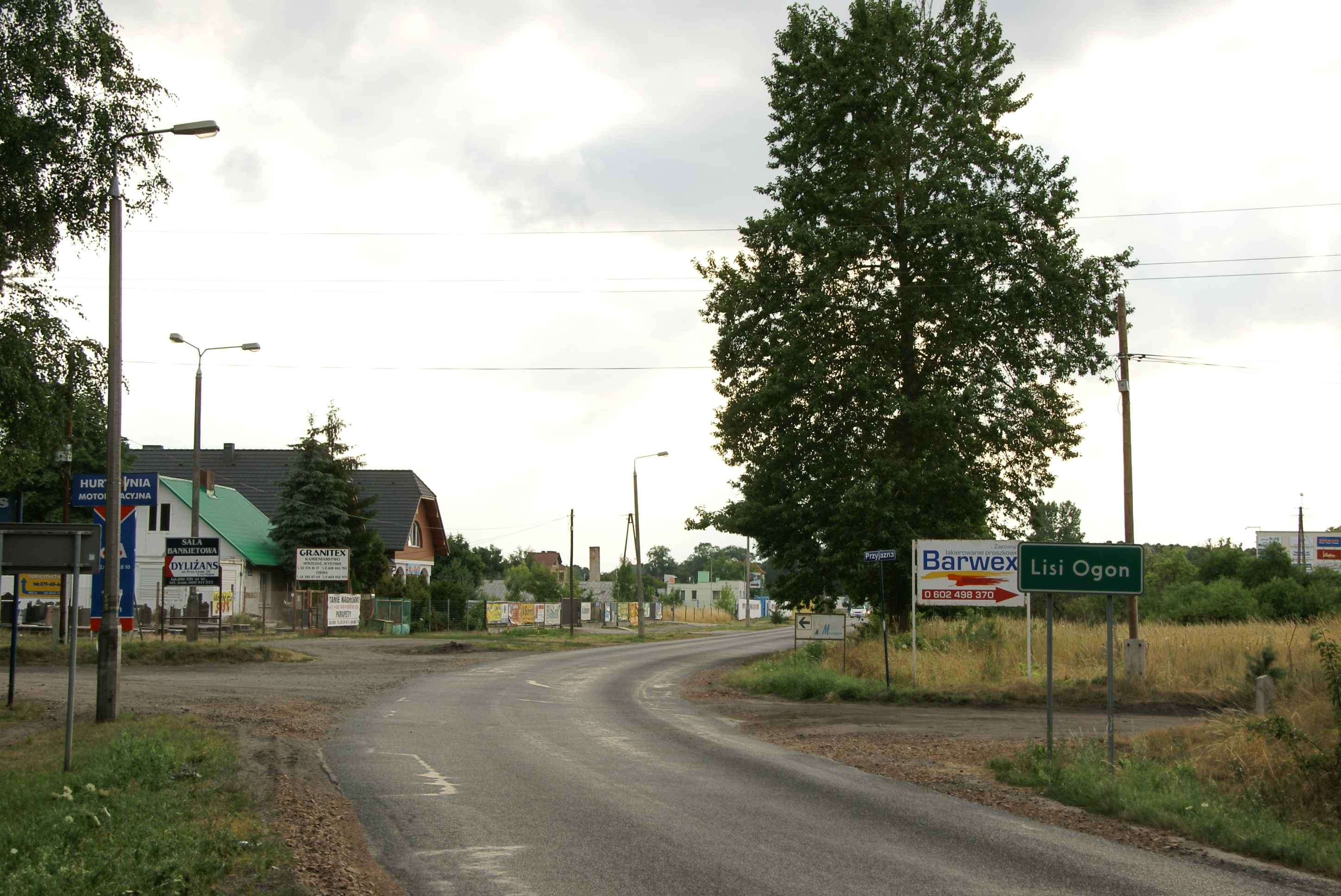
Wjazd do Lisiego Ogona ulicą Łochowską z Bydgoszczy

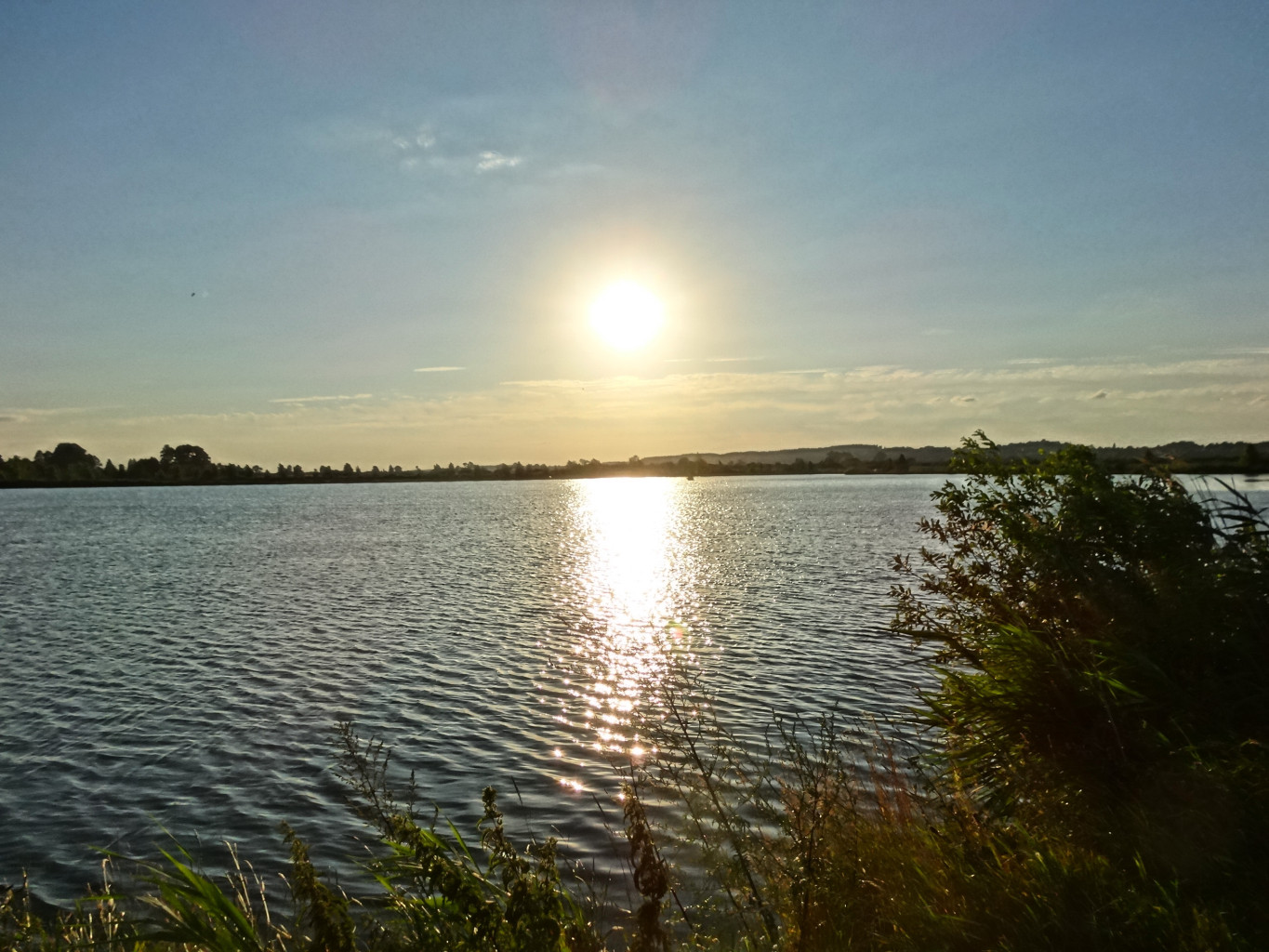
Łowisko specjalne Lisi Ogon w Dolinie Kanału Bydgoskiego

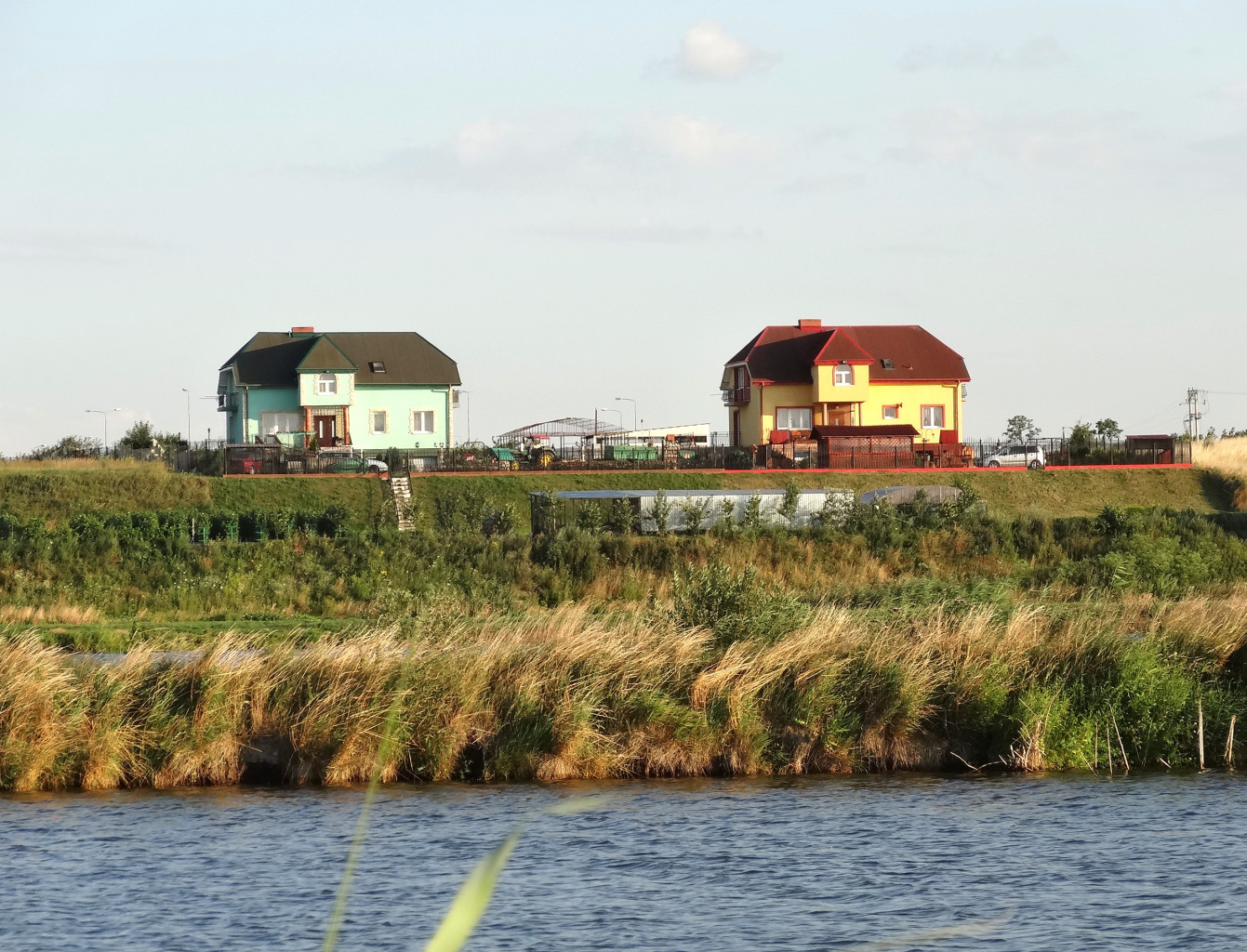
Domy nad stawami

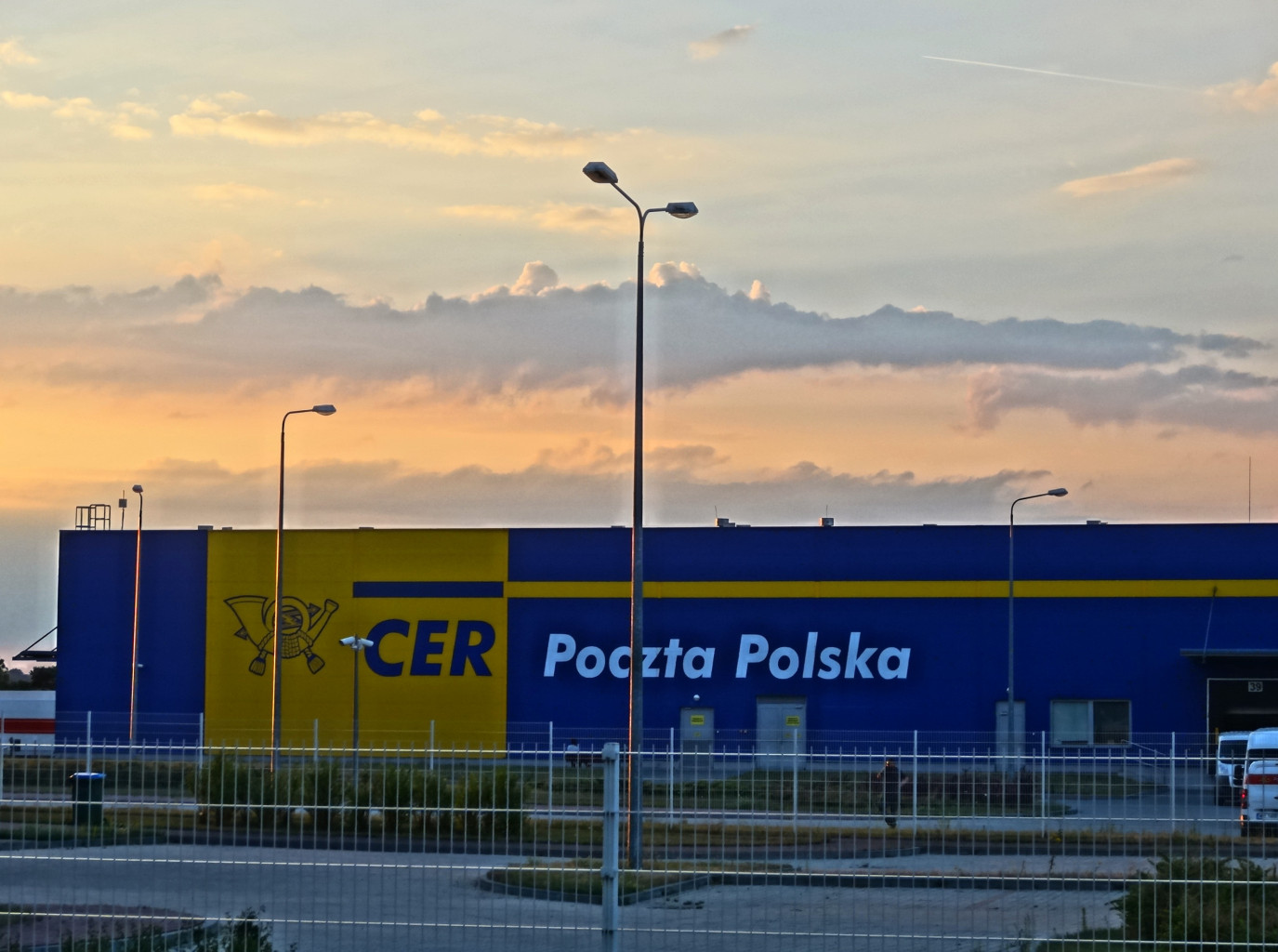
Centrum sortowania Poczty Polskiej w Lisim Ogonie

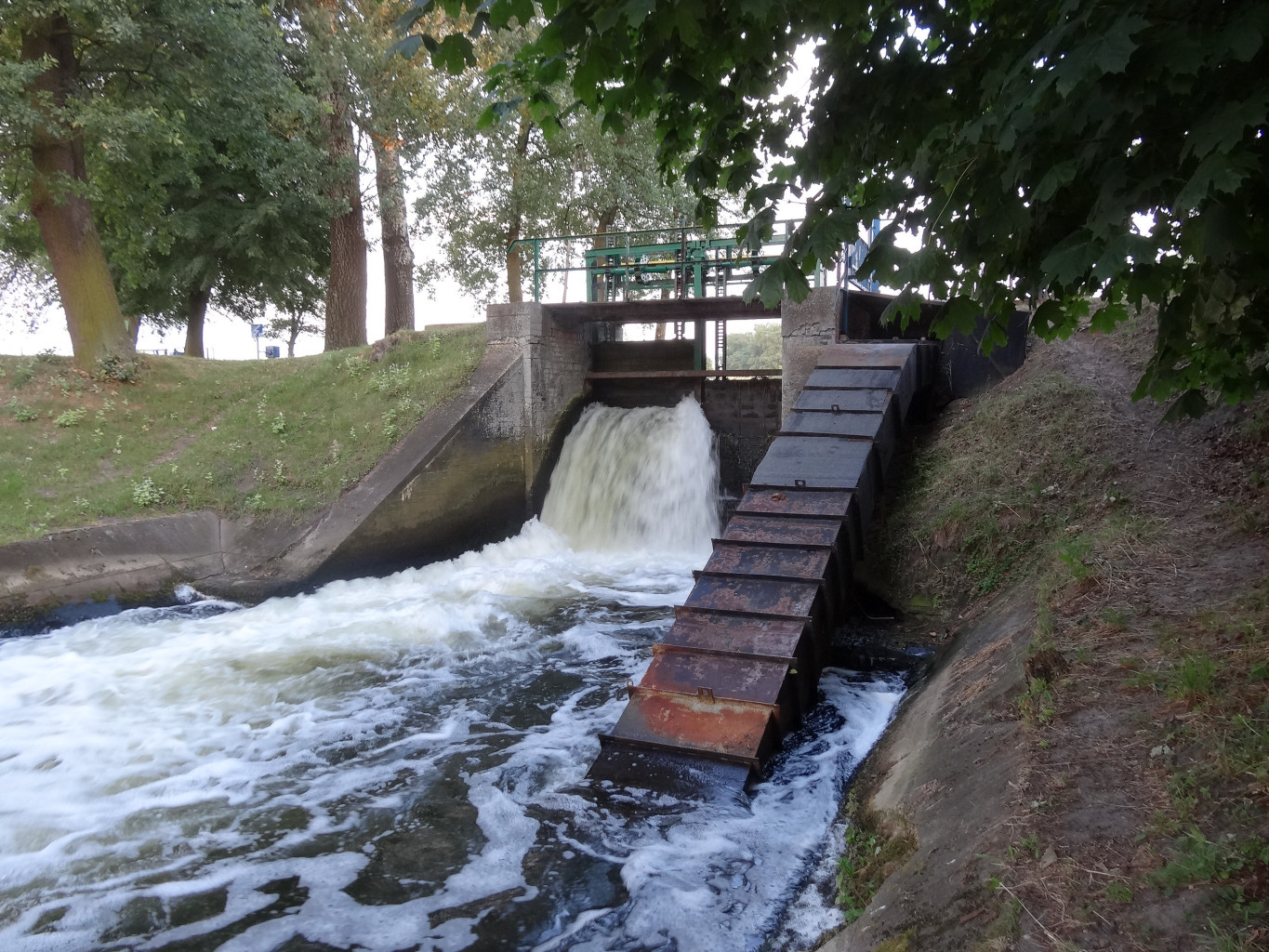
Jaz koło śluzy Lisi Ogon na Kanale Górnonoteckim

Lisi Ogon – wieś w Polsce, położona w województwie kujawsko-pomorskim, w powiecie bydgoskim, w gminie Białe Błota.

## Podział administracyjny
W latach 1950–1975 miejscowość administracyjnie należała do tzw. dużego województwa bydgoskiego, a w latach 1975–1998 do tzw. małego województwa bydgoskiego.

## Położenie
Lisi Ogon jest wsią sołecką usytuowaną na zachód od Bydgoszczy, w gminie Białe Błota. Od zachodu poprzez Kanał Górnonotecki graniczy z Łochowem, od wschodu z Bydgoszczą (osiedle Prądy), od południa z Puszczą Bydgoską, zaś od północy z Kanałem Bydgoskim.
Pod względem fizycznogeograficznym Lisi Ogon leży w obrębie Pradoliny Toruńsko-Eberswaldzkiej w mezoregionie Kotlina Toruńska i mikroregionie Terasa Łochowska (IX terasa: 66–69 m n.p.m.).

## Charakterystyka
Lisi Ogon ma charakter wsi podmiejskiej, przylegającej do zachodniej granicy Bydgoszczy. Północna granica wsi przebiega w Dolinie Kanału Bydgoskiego. Od południa i częściowo wschodu miejscowość przylega do Puszczy Bydgoskiej. Przez zachodnie obrzeża wsi przepływa Kanał Górnonotecki. Został on zbudowany w 1774 r. początkowo zasilając jedynie w wodę Kanał Bydgoski. Od 1882 r. jest również fragmentem kanału żeglownego łączącego jezioro Gopło z drogą wodną Wisła-Odra. W pobliżu Lisiego Ogona znajdują się dwie śluzy na kanale: VII Łochowo i VIII Lisi Ogon, o wysokości podnoszenia 3,1 m każda. We wsi swój początek bierze także potok Prądy, który płynie w kierunku północno-wschodnim na bydgoskie osiedle Prądy, gdzie kończy swój bieg w Kanale Bydgoskim. Wzdłuż potoku ciągnie się pas lasu łęgowego (ols), a na bydgoskich Prądach utworzony jest staw zaporowy.
We wsi znajdują się relikty dwóch dawnych osad, lokowanych w XVIII wieku przez wójtów bydgoskich: Nowej Erekcji oraz Chwałabogu (1744 rok). Obie zlokalizowane są przy potoku Prądy, Chwałabogu w południowej części sołectwa, a Nowa Erekcja na zachodnich rubieżach wsi.
W miejscowości znajduje się zabytkowy, parterowy dworek z XIX w. w stylu późnoklasycystycznym (folwark Czersko).
Wieś przecina z północy na południe droga krajowa nr 10, zaś ze zachodu na wschód droga powiatowa łączącą Nakło nad Notecią z Bydgoszczą. Wzdłuż dróg dominują tereny o funkcji składowo-przemysłowej i handlowo-usługowej, natomiast zabudowa mieszkaniowa znajduje się głównie we wschodniej części sołectwa.
Działalność rolnicza posiada znaczenie drugorzędne. Na terenie wsi funkcjonują tylko 2 gospodarstwa rolne powyżej 1 ha. W Lisim Ogonie nie brakuje natomiast przedsiębiorstw handlowo-usługowych, z których największe to: Centrum sortowania Poczty Polskiej, magazyny firm logistycznych (Grupa Raben, General Logistics Systems), salony samochodowe, składy materiałów budowlanych i firmy rzemieślnicze. Poniżej zbocza, będącego krawędzią Terasy Łochowskiej, w Dolinie Kanału Bydgoskiego znajdują się największy w okolicy Bydgoszczy kompleks stawów hodowlanych. Udokumentowano tu również złoże torfu, które nie jest jednak eksploatowane na skalę przemysłową.
Wieś jest siedzibą klubu sportowego Pogoń Lisi Ogon.
We Lisim Ogonie zlokalizowane są dwa zamknięte cmentarze ewangelickie.

### Szlaki turystyczne
Przez Lisi Ogon przebiega  szlak turystyczny „Nadnotecki” wiodący od bydgoskich Prądów przez Tur, Nakło nad Notecią i dalej na zachód wzdłuż Noteci.

## Historia

### Prehistoria
Ślady osadnictwa na terenie Lisiego Ogona pochodzą z okresu środkowej epoki kamiennej (6 tys. lat p.n.e.), wkrótce po ustąpieniu lodowca. Głównym zajęciem tutejszej ludności było rybołówstwo oraz kopieniactwo. O rybołówstwie świadczą narzędzia kultury maglemoskiej z wykopalisk, które znajdują się w zbiorach Muzeum Okręgowego w Bydgoszczy. Obozowiska zakładano nad brzegami rzek, na terenach podmokłych, co odpowiada warunkom topograficznym Lisiego Ogona, w tej epoce położonego nad zalaną wodami Pra-Wisły Doliną Kanału Bydgoskiego. Obfitość ryb uzasadniała dominującą rolę rybołówstwa w zaopatrzeniu w żywność ówczesnej ludności, z przewagą nad rolnictwem i myślistwem. Łowiono na ogół z dłubanych czółen za pomocą ości i innych ostrych narzędzi. Najbardziej pospolitą rybą poławianą w wodach śródlądowych był szczupak. W późniejszym okresie o wyżywieniu zaczęło decydować myślistwo, pasterstwo i rolnictwo.

### Okres staropolski
Teren obecnej wsi Lisi Ogon w okresie staropolskim należał w większości do starostwa bydgoskiego (od XVIII w. wójtostwa). Po wojnie północnej (1700–1721), która przyniosła ogromne zniszczenia i wyludnienie okolicy, wójtowie bydgoscy podjęli starania w celu lokacji nowych osad, wsi i folwarków oraz osadzania na nich osadników tzw. olędrów. Miało to sprzyjać rozwojowi gospodarczemu, zagospodarowaniu nieużytków oraz wzrostowi dochodów z czynszów. W okresie 1717–1744 powstało kilkanaście nowych wsi, w tym Chwała Bogu i Nowa Erekcja (Żal się Boże), położonych przy potoku Prądy na terenie dzisiejszego Lisiego Ogona.
W inwentarzu wójtostwa bydgoskiego z 1744 r. podano, że we wsi Nowa Errekcyja mieszka dwóch gospodarzy (Józef i Jan Błazewski) według kontraktu nadanego przez komisarza Rywockiego. Wedle inwentarzu wójtostwa i starostwa bydgoskiego z 1753 roku wieś posiadała 4 włók piaszczystego gruntu i 3 gospodarzy, którzy obowiązani byli płacić podatki (czynsz, pogłówne, hiberna, gajowe, dziesięcina), a także „piwo i gorzałkę na swoje potrzeby z zamku lub karczmy zamkowej brać powinni, drzewo do budowy wozić i do młynów bydgoskich mleć jeździć są obowiązani”. W tym samym roku odnotowano wieś Chwała Bogu, w której osiadł Piotr Blum wedle przywileju nadanego w 1750 roku przez wójta bydgoskiego Maurycego Brühla. W inwentarzu starostwa bydgoskiego z 1766 r. podano, że terytorium wsi Nowaerekcyia rozciągało się „aż do gruntu wsi Prąndy nazwanej wzdłuż, a wszerz od Wielkiego Błota aż do wsi Chwała Bogu”. Mieszkało tam wówczas trzech gospodarzy (Stefan Szmidt, Michał Jagoda, Christian Karow), którzy obowiązani byli płacić 190 zł podatku rocznie. Natomiast wieś Chwała Bogu posiadała 1 włókę powierzchni, na której osiadło dwóch gospodarzy (Michał Teska, Wojciech Rens).
Przejście miejscowości w 1772 roku pod władzę pruską z chwilą I rozbioru Polski, w sposób drastyczny ograniczyło przedłużenie kontraktów osadniczych.

### Okres zaborów
W latach 1773–1774 na północ od wsi wybudowano Kanał Bydgoski, zaś na wschód od niej kanał zasilający. Materiały do budowy (np. kamienie) pozyskiwano m.in. z pól i lasów przylegających do Lisiego Ogona.
Na mapie z 1774 roku w miejscu Lisiegoogona widnieje miejscowość o nazwie Töflerd. Na pierwszej mapie topograficznej okolic Bydgoszczy (Fridericha von Schröttera) z lat 1796–1802 nie oznaczono Lisiego Ogona. Miejscowość o zniemczonej nazwie Fuchsschwanz (pol. lisi ogon) występuje jednak na mapie z 1857 roku. Znajdowała się nad zboczem doliny bydgosko-nakielskiej, w pobliżu Kanału Górnonoteckiego. Wzdłuż potoku Prądy rozmieszczone były wówczas: osada Chwałabogu, folwark Grünau oraz Nova Erectia, natomiast przy drodze do Łochowa – osada Karolewo.
Spis miejscowości rejencji bydgoskiej z 1833 r. podaje, że we wsi Lisiogon (niem. Fuchsschwanz) mieszkało 34 osób (wszyscy ewangelicy) w 5 domach. W sąsiednim folwarku Chwałabogu mieszkało 25 osób (wszyscy ewangelicy) w 3 domach, a w Nowej Erekcji – 50 ewangelików w 6 domach. Według opisu Jana Nepomucena Bobrowicza z 1846 r. zarówno Lisi Ogon, jak i Chwałabogu i Nowa Erectia należały do rządowej domeny bydgoskiej. Kolejny spis z 1860 r. podaje, że osada Lisiogon liczyła 40 ewangelików w 5 domach. Dzieci uczęszczały do szkoły w Łochowie. Osada Chwałaboga liczyła 15 ewangelików w 2 domach, zaś Nowa Erectia – 48 osób (wszyscy wyznania ewangelickiego) w 8 domach. Dzieci z tych osad należały do szkoły w Prądach. Miejscowości należały do parafii katolickiej i ewangelickiej w Bydgoszczy.
Słownik geograficzny Królestwa Polskiego dla roku 1884 podaje, że w Lisim Ogonie mieszkało 29 mieszkańców w trzech domostwach, wszyscy wyznania ewangelickiego. W 2. ćwierci XIX w. w Lisim Ogonie wzniesiono dwór, którego właścicielem byli m.in.: Gottfried Schmidt (1854), Emil Schmidt (1873) i żona Renata Schmidt (1929–1939). Po II wojnie światowej majątek został przejęty przez Skarb Państwa Polskiego.
W 1892 roku powstała wieś z połączenia Lisiegoogona, Lubawy (d. Chwałabogu), Karolewa, folwarków Czersko i Nowej Erekcji w jedną miejscowość o nazwie Fuchsschwanz. Od 23 października 1911 wieś nosiła nazwę Steinholz.
Nad Kanałem Bydgoskim Waldemar Jenisch, projektant Pałacyku Lloyda, zbudował w 1877 fabrykę cementu wapniowego Bromberger Cementkalkfabrik Waldemar Jenisch KG.

### Dwudziestolecie międzywojenne
W okresie międzywojennym wieś zwana Lisiogon była gromadą wchodzącą w skład gminy Bydgoszcz-Wieś w powiecie bydgoskim. W 1919 miejscowy majątek od dotychczasowego właściciela (Willi Strempel) nabył Henryk Sienkiewicz, 68-letni kuzyn polskiego noblisty.

### Okupacja niemiecka
W przededniu II wojny światowej w sąsiednich Białych Błotach stacjonował sztab 15 Dywizji Piechoty (dowódca gen. bryg. Zdzisław Wincenty Przyjałkowski) oraz formacje 16 Pułku Ułanów Wielkopolskich im. gen. Orlicz-Dreszera.
3 i 4 września 1939 r. w trakcie wycofywania się wojsk polskich doszło w okolicy (Łochowo, Murowaniec, Prądki) do dywersji niemieckiej i ostrzeliwania żołnierzy. Zajęcie miejscowości przez wojska hitlerowskie i grupy specjalne, składające się z szowinistów niemieckich, zapoczątkowało represje miejscowej ludności polskiej. Lisi Ogon był jednym z najsilniejszych ośrodków Selbstschutzu w powiecie.
W okresie okupacji niemieckiej 1939–1945 miejscowość wchodziła w skład rejencji bydgoskiej, powiatu bydgoskiego (niem. Landkreis Bromberg), obwodu urzędowego Bydgoszcz-Wieś (niem. Amtsbezirk Bromberg-Land), który składał się z 15 gmin: Białe Błota, Brzoza, Ciele Jachcice, Kruszyn, Lisi Ogon, Łochowice, Łochowo, Murowaniec, Opławiec, Osowa Góra, Prądki, Prądy, Przyłęki i Zielonka.
31 października 1943 roku gmina wiejska Lisi Ogon (niem. Steinholz) liczyła 429 ha. Mieszkało tu 114 osób w 28 domach.

### Po II wojnie światowej
Tuż po wyzwoleniu zaczęto już w styczniu 1945 r. organizować władze administracyjne. Na terenie powiatu bydgoskiego utworzono 10 urzędów gminnych, w tym gminę Bydgoszcz-Wieś, docelowo z siedzibą w Białych Błotach. Do gminy tej należało 14 gromad (sołectw): Białe Błota, Brzoza, Ciele, Kruszyn Krajeński, Lisi Ogon, Łochowice, Łochowo, Murowaniec, Opławiec, Osowa Góra, Prądki, Prądy, Przyłęki i Zielonka.
Niemcy byli internowani i zatrudniani w polskich gospodarstwach rolnych. Gospodarstwa poniemieckie zajęli Polacy, którzy przybyli m.in. z kresów wschodnich. W Lisim Ogonie utworzono również Państwowe Gospodarstwo Rolne. W 1972 roku zmieniono nazwę miejscowości na Lisi Ogon.
Okres powojenny był pomyślny dla rozwoju miejscowości. Ludność wsi w okresie 1970-1997 wzrosła z 384 do 452 osób. W latach 60. zbudowano drogową obwodnicę Bydgoszczy, wraz z mostem nad Kanałem Bydgoskim.
W latach 90. XX w. rozpoczął się gwałtowny proces suburbanizacji okolic Bydgoszczy, których Lisi Ogon były jednym z beneficjentów. W ciągu 20-lecia po 1990 r. liczba mieszkańców wzrosła o około 50%. Atrakcyjności osiedleńczej sprzyjały: bliskość komunikacyjna z Bydgoszczą oraz niższe ceny działek budowlanych.

## Ochrona przyrody
We wsi znajdują się następujące pomniki przyrody:
| Nr | Nazwa              | Lokalizacja   | Sztuk | Obwód        | Zdjęcie |
| 1. | 2 Dęby szypułkowe  | posesja nr 54 | 2     | 250 i 360 cm |         |
| 2. | 3 Wiązy szypułkowe | park dworski  | 3     | b.d.         |         |

## Statystyka
Poniżej podano wybrane informacje statystyczne dotyczące wsi Lisi Ogon na podstawie Banku Danych Lokalnych GUS.
Narodowy Spis Powszechny 2002 wykazał, że we wsi Lisi Ogon mieszkało 501 osób w 173 gospodarstwach domowych. Co czwarta osoba posiadała wykształcenie wyższe lub średnie. We wsi znajdowało się 99 budynków ze 134 mieszkaniami. Prawie połowa mieszkań pochodziła sprzed 1945 roku, zaś 24% wzniesiono w latach 1989–2002.
Narodowy Spis Powszechny 2011 odnotował 747 mieszkańców wsi. W 2013 r. działalność gospodarczą prowadziło 141 podmiotów, w tym 96 osób fizycznych, 48 osób prawnych, 27 spółek handlowych (w tym 1 z udziałem kapitału zagranicznego). Dominowały mikroprzedsiębiorstwa (0-9 osób). Jedno przedsiębiorstwo zatrudniało powyżej 50 osób, a 16 – w granicach 10-49 osób.
W latach 2008–2013 oddano do użytku 69 mieszkań – wszystkie w budownictwie indywidualnym. Stanowiło to 4,5% nowych mieszkań wzniesionych w tym czasie w całej gminie. W miejscowości funkcjonowała szkoła policealna dla dorosłych (33 uczniów).